# Karsten Forsterling
Karsten Forsterling (Newcastle, 21 gennaio 1980) è un canottiere australiano, vincitore della medaglia d'argento a Rio de Janeiro 2016 e di bronzo a Londra 2012 nel 4 di coppia.

## Biografia
Ha ottenuto la sua prima medaglia iridata a Cambridge 2010 conquistando il bronzo nel 4 di coppia.
L'anno successivo si è lacureato campione mondiale a Bled 2011 nella stessa specialità.
Ha rappresentato la Australia ai Giochi olimpici estivi di Londra 2012, dove ha ottenuto la medaglia di bronzo nel quattro di coppia, con Chris Morgan, James McRae e Daniel Noonan.
Ai mondiali di Aiguebelette-le-Lac 2015 ha ottenuto l'argento nel 4 di coppia.
Ha fatto la su seconda apparizione olimpica a Rio de Janeiro 2016, vincendo l'argento nel quattro di coppia, assieme a Alexander Belonogoff, Cam Girdlestone e James McRae.

## Palmarès
- Giochi olimpici

Londra 2012: bronzo nel 4 di coppia.
Rio de Janeiro 2016: argento nel 4 di coppia.
- Mondiali

Cambridge 2010: bronzo nel 4 di coppia.
Bled 2011: oro nel 4 di coppia.
Aiguebelette-le-Lac 2015: argento nel 4 di coppia.